# Chuquini
Chuquini es una localidad de Bolivia ubicada en el municipio de Tipuani de la provincia de Larecaja del Departamento de La Paz, a una altitud de 915 m s. n. m. El código INE es el 020606. La localidad de Chuquini tiene una superficie aproximada de 50 hectáreas.

## Localización
La localidad de Chuquini está delimitada por las siguientes jurisdicciones territoriales:
- Al norte con Paniagua
- Al sur con Huayti
- Al este con Chima
- Al oeste con Unutuluni

Latitud y longitud
- 15°36′46″de latitud sur
- 68°5′12″de longitud oeste
- En coordenadas C.U.T.M. WGS 84: Este: 19K 597927; Norte: 8275077
- 15°36′46″S 68°05′12″O / -15.61278, -68.08667

## Clima
El clima predominante es cálido y húmedo. La temperatura media anual es de 22 °C, con una humedad relativa del 70%. El período de lluvias se concentra entre diciembre a marzo, por lo que existe un alto grado de humedad, con una precipitación media anual de 1700 mm.

## Altitud
La localidad de Chuquini - Piscini San José de Morapampa, se encuentra localizada en los llanos del departamento de La Paz, a una altitud de 915 m s. n. m.

## Relieve topográfico
La configuración del relieve topográfico de la localidad se ubica en los Yungas del Departamento de La Paz, zona tropical, en terreno montañoso irregular y accidentado en la parte alta, con pendientes de 1 a 40%; presenta una planicie en la parte baja, con mucha vegetación.

## Demografía
La composición de la población por sexo según los datos consolidados "in situ" (2011), se establece que del total de habitantes son 2658, que corresponde a 1337 (50.3%) hombres y 1321 (49.7 %) mujeres. Se observa en la estructura de la población por edadesː Niños menores de 5 añosː 8 %; Jóvenes entre 5 y 19 añosː 31.3 % ; Adultos entre 20 y 59 % añosː 59, adultos mayores a 60 años representan el 1.7 %.

### Población flotante
A partir de los años 80, los asentamientos humanos de la zona se caracterizaron por la migración de la gente particularmente provenientes de los departamentos de Beni y Pando, buscando mejorar su economía, estableciéndose en carpas y casuchas hechas rústicamente de madera; en ese entonces existía mucha  inestabilidad  en la población a causada de la explotación del oro, en tiempos de auge; mayor fue la llegada de gente y en periodos de explotación baja del metal la tendencia era emigrar a otras poblaciones cercanas como Tipuani, Guanay y Teoponte. 
La población permanente se fue consolidando a partir del año 2000 con el crecimiento de la población la necesidades fueron mayores por lo que creció el comercio y con ello las viviendas fueron mejorando;  es así que  Chuquini  es considerado en el Municipio de Tipuani como una población en  constante crecimiento. 
En actualidad si bien existe emigración del orden del 5%, en su mayoría es gente joven  que por motivos de estudio, ya sea en colegio, a nivel técnico y/o universitario, o comerciantes que se ausentan a la ciudad de La Paz, por lo que no le se considera población flotante.

### Estabilidad poblacional
La explotación aurífera es la base de la economía de la subsistencia familiar. Por las oportunidades económicas y de la cotización del oro, cuanto mayor es la explotación y extracción del metal del oro, mayor es el proceso de inmigración, es decir, la población tiende a crecer, pero el efecto de emigración se da cuando el nivel de explotación es bajo con muy poca ganancia para aquellos que realizan dicha actividad minera.
Según datos generados por la encuesta, la población sólo el 5% de las personas emigra a otros lugares, generalmente a la ciudad de La Paz. Un 5% de las personas llegan a Chuquini, de comunidades cercanas. El 95% de las personas residen de forma permanente en los últimos 5 años.
Migración. 
La dinámica poblacional de la localidad de Chuquini, se desarrolla principalmente por la búsqueda del mineral precioso, la migración interna es constante, porque son trabajadores o con actividades de barranquilleros, personas que no están afiliadas a ninguna cooperativa y que les permiten realizar actividades en varias minas según la capacidad de extracción que las mismas generan al momento de su explotación en función a las actividades laboral por la explotación del oro, en menor grado a las actividades agrícolas que en épocas de siembra y cosecha exige la participación de los miembros de la familia. Sin embargo, en los periodos cuando no se da la explotación de oro, las personas migran temporalmente a otras comunidades que existe cooperativas de oro como Guanay, Chima y Tipuani y otros migran a La Paz insertándose en economía informal, luego retornan a la localidad para dedicarse nuevamente a sus actividades laborales.
Inmigración. 
El ingreso temporal de otras personas que llegan en su mayoría de las poblaciones cercanas y en poca cantidad del interior del país, el fenómeno de inmigración se presenta por el incremento en la explotación del oro por las cooperativas y por el alza en la cotización del metal; se emplea el concurso de aproximadamente de 100 personas entre varones (70%) y mujeres (30%). 
También de forma temporal se produce un movimiento dinámico de ingreso y salida de personas, debido a las actividades mineras. De igual manera existe una feria semanal que se realiza en la cancha deportiva donde se comercializan productos agropecuarios, abarrotes y ropa.

## Características socioculturales

### Procedencia
Según el resultado obtenido, por las entrevistas a las familias en la población de Chuquini y de documentos históricos, está establecido que la población de Chuquini, actualmente parte del territorio de la Provincia de Larecaja, estuvo habitado antiguamente por grupos étnicos como la Leca y Mollo principalmente. 
Posteriormente se asentaron los aimaras y con la conquista de los Incas se introdujo la cultura Quechua.  Actualmente, el Municipio tiene una población culturalmente de origen aimara, pero es un territorio de tránsito donde el idioma  dominante es el español.
Origen étnico. 
En la región están asentadas comunidades originarias de la cultura de origen Leco y Mollo. Actualmente con la base constitucional de lo pluri-étnico y multicultural, el reconocimiento de la cultura Leca está recobrando su legitimidad.
Idioma. 
El idioma principal es el castellano, por los asentamientos humanos y la migración del altiplano y parte de los valles se establece como segunda lengua el aimara y en menor grado se habla el quechua.

### Religiones y creencias
En la localidad de Chuquini existe presencia de religiones como: católica 75%, cristiana 20% y otros 5% sectas religiosas como: Testigos de Jehová, mormones, etc. La población no cuenta con un templo católico para sus reuniones y los que profesan  la fe cristiana y otros se concentran en una vivienda particular para realizar sus alabanzas  los días sábados generalmente . 
Los católicos mantienen su  creencias y ritos, de origen  aymaras y quechua como ser el de la pachamama o la madre tierra, venerada en medio de ritos con el objeto de proteger a la naturaleza y los productos que ésta brinda, ya que es considerado el símbolo de la fertilidad, de la abundancia y del bienestar social.

### Calendario festivo y ritual
Las fechas festivas más relevantes sonː El 3 de mayo, celebran al Señor de la cruz. El 16 de julio  Virgen del Carmen y el 12 de diciembre a devoción de la Virgen de Guadalupe, celebran con actos litúrgicos participan la mayoría de la población y visitantes que profesan la fe católica, con demostraciones de danzas como morenadas, caporales, thinkus y otros; y el 6 de agosto como fiesta cívica con la participación de unidades educativas y población en general. También se acostumbra celebrar Semana Santa, corpus cristi y todos santos.
Los días de feria se realizan los días domingos en el sector de la cancha de futbol,  donde se comercializan abarrotes, verduras  y frutas.

### Costumbres
La población de Chuquini formada por familias, con la madre y padre como jefes de familias y los hijos, los cuales trabajan y cumplen su labores cotidianas. Los hijos colaboran a los padres de familia en las actividades del hogar y cumplir como estudiantes con sus tareas escolares. La madre de familia es responsable de las actividades domésticas y coadyuva en la atención de algún negocio. 
Los hombres y/o padres de familia realizan trabajos en la minería en su mayoría están afiliados a las distintas cooperativas existentes es el sector; otros hacen de barranquilleros para obtener el metal precios en el curso del río y en rango menor se dedican a trabajos de siembra, en la implantación de los cultivos y otras actividades.
La familia las decisiones toman en pareja entre el hombre y la mujer. Los derechos de la mujer son adquiridos según sus usos y costumbres por la participación en forma directa en actividades que corresponden a las acciones comunitarias y de familia.
La población recurre de manera constante a la automedicación y auto-tratamiento, es a partir de ello que se práctica en toda la población para curas menores, como ser dolor de cabeza, estómago, resfríos, picaduras de serpientes, tuberculosis, neumonía, caídas leves, etc.
El tratamiento con parteras a personas con ciclos de embarazos, aunque ha aumentado (2011) el nivel de servicios sobre partos en el centros de salud de Chuquini.

## Actividades productivas
La principal actividad económica desarrollada en la localidad de Chuquini, está dada por la minería, con la explotación de oro por medio de la excavación de galerías y cuadros, siendo este el principal ingreso económico para el sustento de las familias. Se observó en la localidad, principalmente el movimiento económico es por  el comercio por la venta en general de abarrotes y servicios de restaurantes. Posteriormente por actividades agrícolas con productos como el arroz, yuca. Y muy pocos con la crianza de  ganado vacuno, porcino para cubrir las necesidades de autoconsumo. Actividades como la artesanía y el turismo quedan rezagadas.

## Fuente
Programa de Agua Potable y Saneamiento de Pequeñas Localidades y Comunidades Rurales de Bolivia. Desarrollado por el Gobierno Nacional en 2011-2012.
- Datos: Q28501210